# Platyarthrus hoffmannseggii
Platyarthrus hoffmannseggii är en kräftdjursart som beskrevs av Brandt 1833. Platyarthrus hoffmannseggii ingår i släktet Platyarthrus och familjen myrbogråsuggor. Utöver nominatformen finns också underarten P. h. flavobrunneus.

## Bildgalleri

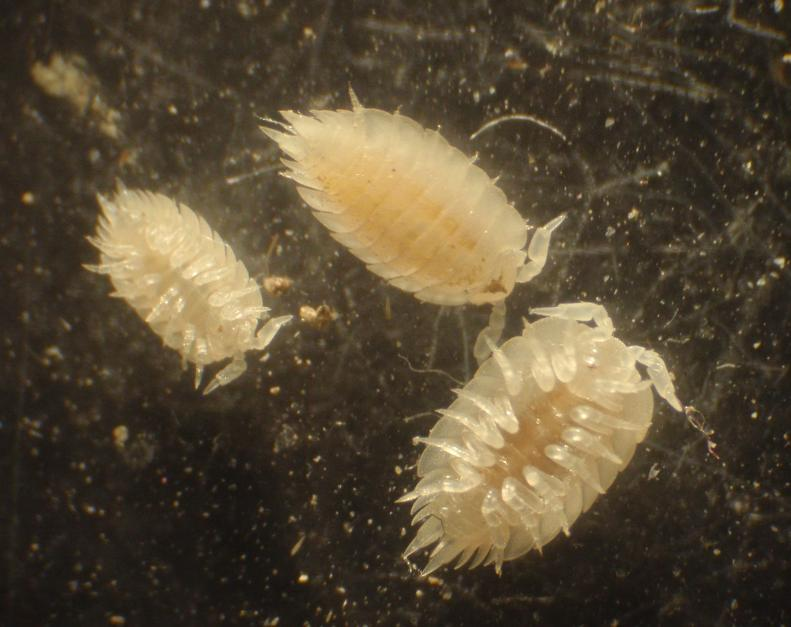
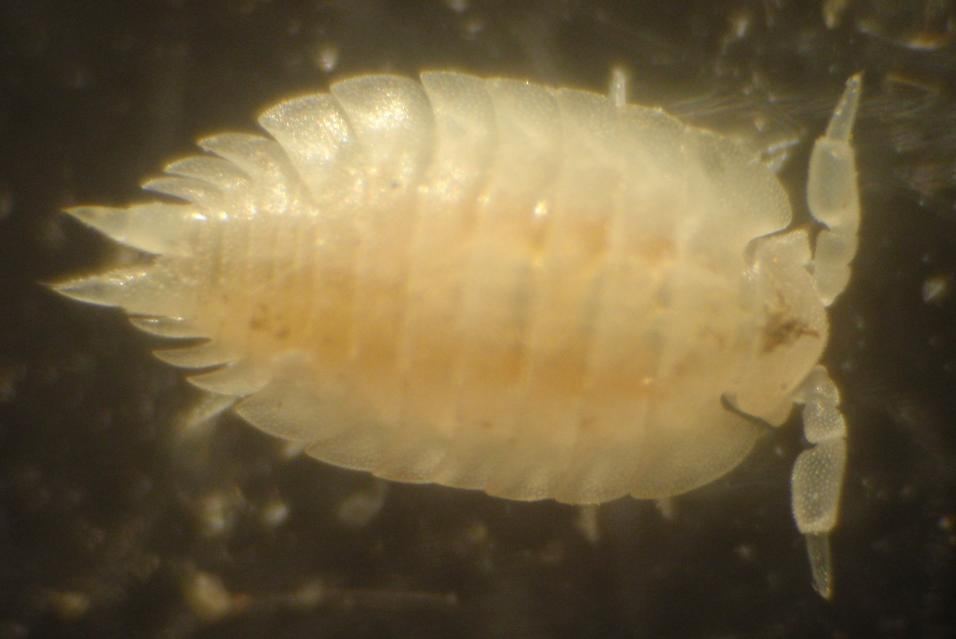
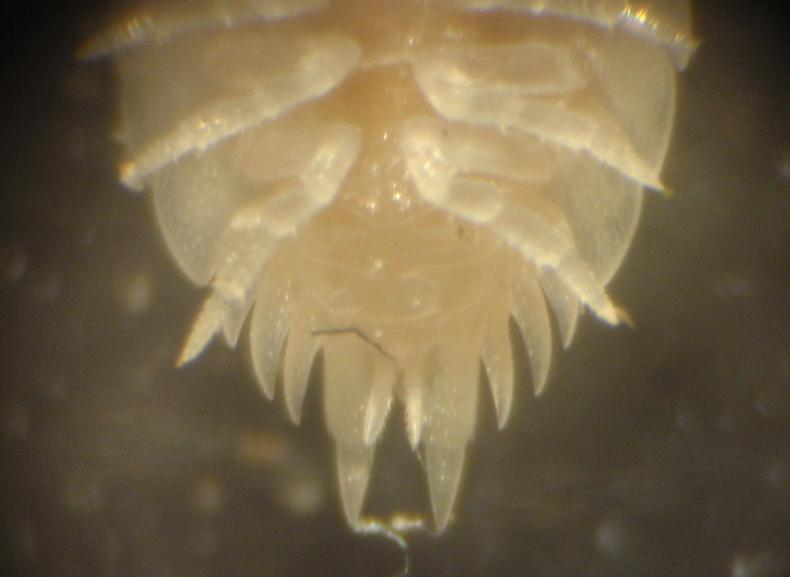